# Cima Pian Ballaur
Cima Pian Ballaur è una cima delle Alpi liguri, alta 2604 m, la quarta vetta per altitudine.

## Caratteristiche

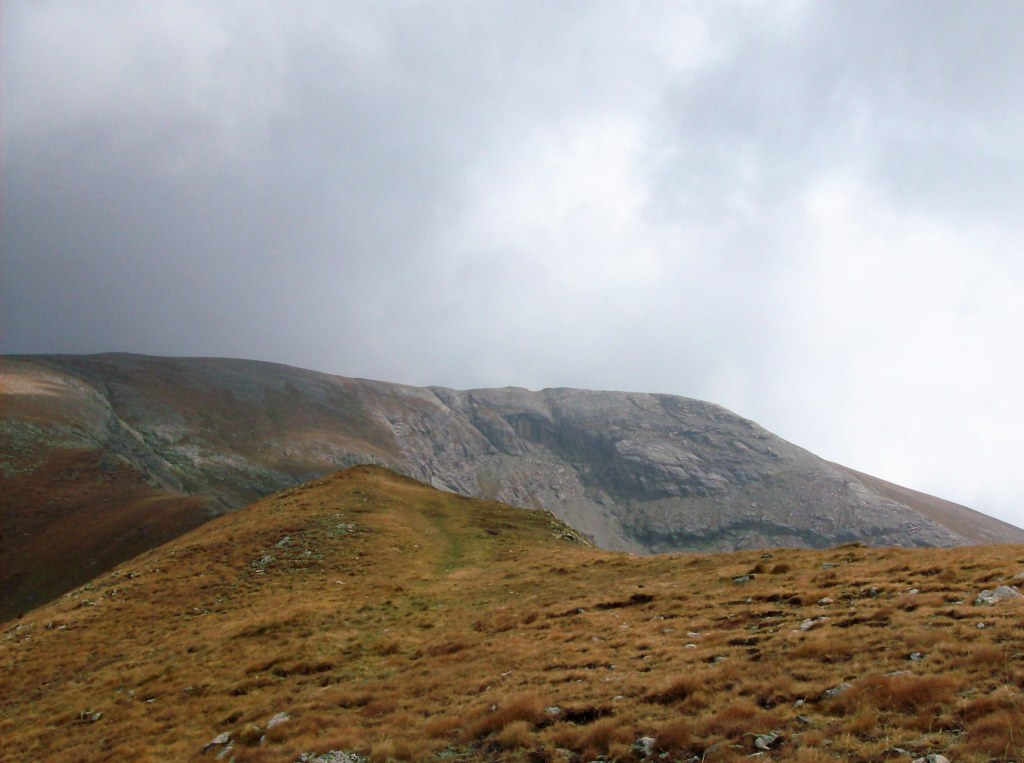
Vista dal Colle del Pas

Si trova nel massiccio carsico del Marguareis, prossima allo spartiacque tra la Val Tanaro e la Valle Ellero. Da questo spartiacque, tra il Vallone di Piaggiabella ed il Vallone delle Saline, dirama una cresta secondaria verso S, la cui sommità è appunto Cima Pian Ballaur. La cresta ha un andamento abbastanza piano per lungo tratto, per poi scendere più nettamente in direzione SSO verso la conca del Solai. I fianchi sono pendii abbastanza ripidi, localmente interrotti da pareti rocciose subverticali. La prominenza topografica della montagna è di 144 metri.

## Geologia
La struttura geologica non è omogenea: la sommità è costituita da calcari marmorei e tabulari del Giurassico; sul versante orientale si ritrovano calcari grigiastri dolomitici del Triassico, mentre sui pendii occidentali si trovano i calcari marnosi e a lastre del Cretaceo.

## Accesso alla vetta

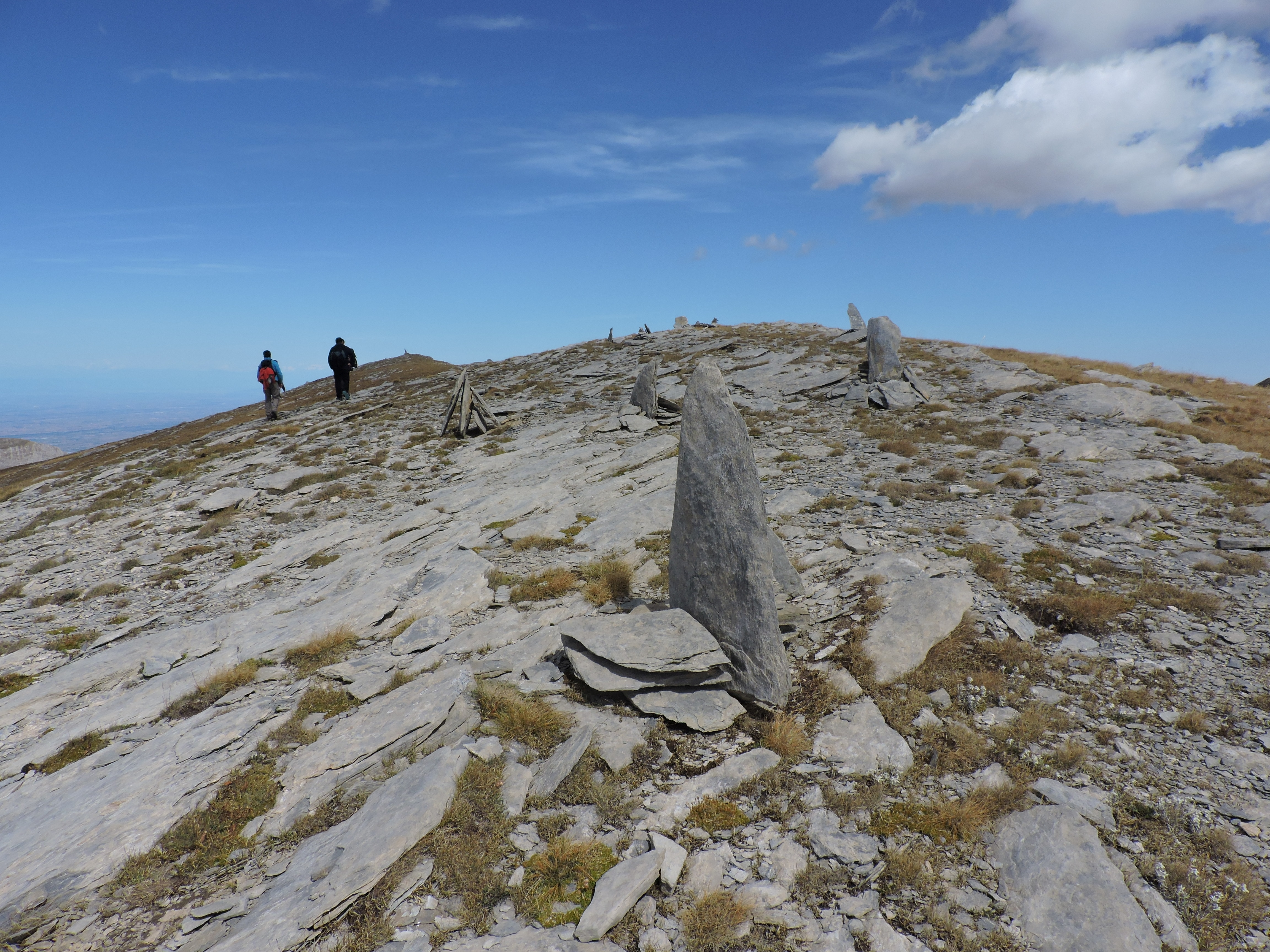
Ometti presso la cima

L'accesso avviene con un percorso di tipo escursionistico, senza particolari difficoltà. Spesso viene associato alla salita alla prossima Cima delle Saline. Volendo salire direttamente alla cima, si può arrivare da occidente dal Colle del Pas., oppure da oriente salendo al vallone delle Saline direttamente dal Rifugio Havis De Giorgio. Il Colle del Pas può essere raggiunto dal medesimo rifugio, oppure salendo da Carnino, attraverso il Passo delle Mastrelle.
La montagna è anche una meta di itinerari cicloalpinistici in mountain bike.

### Punti d'appoggio
- In Val Tanaro: Rifugio Mongioie, Rifugio Ciarlo-Bossi, Rifugio don Barbera.
- In Valle Ellero: Rifugio Havis De Giorgio, Rifugio Garelli.

In Val Tanaro è presente anche la Capanna Saracco-Volante, che però, essendo capanna speleologica non è da considerare come punto d'appoggio per un'escursione, ma solo come eventuale riferimento d'emergenza.

## Tutela naturalistica
La montagna rientra nell'area del Parco naturale del Marguareis.